# Josef Landfras
Josef Jan Landfras (6. března 1769, Příbram – 5. září 1840, Jindřichův Hradec) byl český knihtiskař, knihař a zakladatel rodiny významných tiskařů, nakladatelů a knihkupců v Jindřichově Hradci.

## Život
Josef Jan Landfras se narodil v Příbrami jako syn knihvazače Stanislava Landfrase. Na knihaře a knihtiskaře se vyučil u tiskaře Ignáce Vojtěcha Hilgartnera. Roku 1793 se oženil s Helenou Grotzovou. Po Hilgartnerově smrti roku 1795 Landfras koupil jeho jindřichohradeckou tiskárnu a roku 1797 založil vlastní tiskařský podnik. Roku 1801 tiskárna vyhořela, v krátkém čase však byla obnovena. V tiskárně tehdy pracovaly 4 ruční knihtiskařské lisy. Landfras vydával především lidovou a modlitební literaturu, později pracoval i na zakázkách od městské rady, ve které byl Landfras od roku 1821 členem. V roce 1826 předal podnik svému synovi Aloisi Landfrasovi. Zemřel 5. září 1840 v Jindřichově Hradci.